# Siergiej Woronow

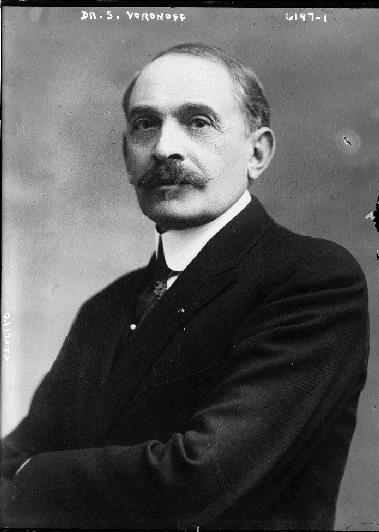
Siergiej Woronow

Siergiej Abramowicz Woronow (fr. Serge Voronoff, ros. Сергей Абрамович Воронов, ur. 10 lipca 1866 w Woroneżu, zm. 3 września 1951 w Lozannie) – francuski chirurg rosyjskiego pochodzenia, pamiętany za opracowanie techniki chirurgicznego przeszczepienia tkanki jąder małpy do jąder mężczyzn. Ostatnie doniesienia naukowe sugerują, że stosowana przez niego terapia mogła być skuteczna, dzięki właściwościom immunosupresyjnym komórek Sertolego, występującym w jądrach.

## Kultura masowa
Dzięki swojej wielkiej popularności terapia Woronowa przeniknęła do masowej kultury w latach 20. XX w. Irving Berlin skomponował piosenkę „Monkey-Doodle-Doo”, która pojawiła się w filmie Braci Marx The Coconuts (Orzechy kokosowe). Zawiera ona, między innymi, słowa: „If you're too old for dancing/Get yourself a monkey gland” („Jeśli jesteś zbyt stary by tańczyć/ weź se (wszczep) małpie jądro”). Został także wymyślony drink na bazie ginu, soku pomarańczowego, soku z grenadyny i absyntu – „The Monkey Gland” („Małpi gruczoł”).

## Wybrane prace
- Life: A Study of the Means of Restoring. New York: E. P. Dutton & Company, 1920
- Greffes Testiculaires. Librairie Octave Doin, 1923
- Quarante-Trois Greffes Du Singe a L'homme. Doin Octave, 1924
- Rejuvenation by grafting. Adelphi, 1925
- Etude sur la Vieillesse et la Rajeunissement par la Greffe. Arodan, 1926
- The study of old age and my method of rejuvenation. Publisher: Gill Pub. Co, 1926
- How to restore youth and live longer. Falstaff Press, 1928
- The conquest of life. Brentano's, 1928
- Testicular grafting from ape to man: Operative technique, physiological manifestations, histological evolutions, statistics. Brentano's, 1930
- Les sources de la vie. Fasquelle editeur, 1933
- The Conquest of Life. Brentano's, 1933
- Love and thought in animals and men. Methuen, 1937
- From Cretin to Genius. Alliance, 1941
- The Sources of Life. Boston: Bruce Humphries, 1943